# Universal Robots
Universal Robots er en robotvirksomhed fra Odense, Danmark, der fremstiller små industrielle kollaborative robotarme (cobots). Det blev grundlagt i 2005, og siden 2015 har firmaet været eget af det amerikanske selskab Teradyne.
Universal Robots var det første firma, der lancerede kollaborative robotter, der sikker kunne arbejde sammen med menneskelige mdearbejdere uden brug af sikkerhedshegn eller bure.
I 2022 var Universal Robots markedsledende inden for sit felt, og havde en markedsandel på 40-50%.

## Historie
Universal Robots blev grundlagt i Odense i 2005 af Esben Østergaard, Kasper Støy og Kristian Kassow. I et forskningssamarbejde med Syddansk Universitet Odense kom grundlæggerne til dne konklusion, at robotmarkedet var domineret af tunge, dyre og uhåndterlige robotter, hvilket fik dem til at udvikle ideen om at gøre robotteknologi tilgængelig for små og mellemstore virksomheder.
I 2008 blev de første UR5 cobots tilgængelig i Danmark og Tyskland.
I 2012 blev den anden cobot, UR10, lanceret.
I foråret 2015 blev den lille bord-cobot UR3 lanceret.
I 2015 blev Universal Robots opkøbt af Teradyne for $285 mio.
I 2016 lancerede Universal Robots UR Academy, der er en træningsplatform, der tilbyder online og klasse-træning i robotteknologi. Samme år lancerede selskabet UR+ Ecosystem, der er en platform til tredjeparts-udviklere til at skabe og sælge produkter, der er kompatible med robotter fra Universal Robots.
Ved den tyske robot- og automationsmesse Automatica 2018 i München introducerede Universal Robots en ny generation af cobots kaldet "e-Series".
I 2019 lancerede firmaet UR16e cobot.
I 2020 havde Universal Robots installeret 50.000 cobots på verdensplan.
I april 2022 annoncerede sleskabet, at de var begyndt på et nyt hovedkvarter i Odense, som skulle deles med deres søsterfirma MiR. Hovedkvarteret skulle været verdens største sted for kollaborative robotter og autonome mobile robotter.
I 2022 åbnede Universal Robots deres træningscenter nummer 100 for cobot programmering i Täby, Sverige. Selskabet har træningscentre i 23 lande.
Ved Automatica 2022 afslørede firmaet UR20 som deres seneste produkt.

## Produkter
Universal Robots har syv kollaborative robotter på markedet. Alle robotter er seks-ledede robotarme. CB3-serien består af UR3, UR5 og UR10, mens UR16e, UR10e, UR5e og UR3e er del af den nyere e-serie. The UR20 is the first collaborative robot in a whole new generation of collaborative robots.
| Model | Lanceringsår | Nyttelast (kg) | Fodaftryk (mm) | Vægt (kg) | Rækkevidde (mm) |
| ----- | ------------ | -------------- | -------------- | --------- | --------------- |
| UR20  | 2022         | 20             | 245            | 64        | 1750            |
| UR16e | 2019         | 16             | 190            | 33.1      | 900             |
| UR10e | 2018         | 12.5           | 190            | 33.5      | 1300            |
| UR5e  | 2018         | 5              | 149            | 20.6      | 850             |
| UR3e  | 2018         | 3              | 128            | 11.2      | 500             |
| UR3   | 2015         | 3              | 128            | 11        | 500             |
| UR10  | 2012         | 10             | 190            | 28.9      | 1300            |
| UR5   | 2008         | 5              | 149            | 18.4      | 850             |

Universal Robots' kollaborative robotter bruges inden for mange forskellige områder inklusive svejsning, palletering, slibning og i ind bil-, elektronik-, medicinal-, plastik-, fødevareindustrien.

## Hæder
Universal Robots har modtaget en Honoree i robotkategorien ved Automation World’s “Leadership in Automation” i 2016.
Ved Learning Technologies Award i London i slutningen af 2017 modtog UR Academy “Silver” i kategorien “Excellence in the design of learning content - international commercial sector”
I 2018 modtog medgrundlæggeren Esben Østergaard Engelberger Robotics Award for sit arbejde med udviklingen af Universal Robots kollaborative robotter.
Ved Annual Manufacturing Leadership Awards i 2018 vandt Universal Robots tre priser; "Collaborative Innovation Leadership" for UR+ platformen, "Smart Products and Services Leadership" for deres produktportfolio, og medgrundlæggeren Esben Østergaard modtog "Visionary Leadership".